# Puranas

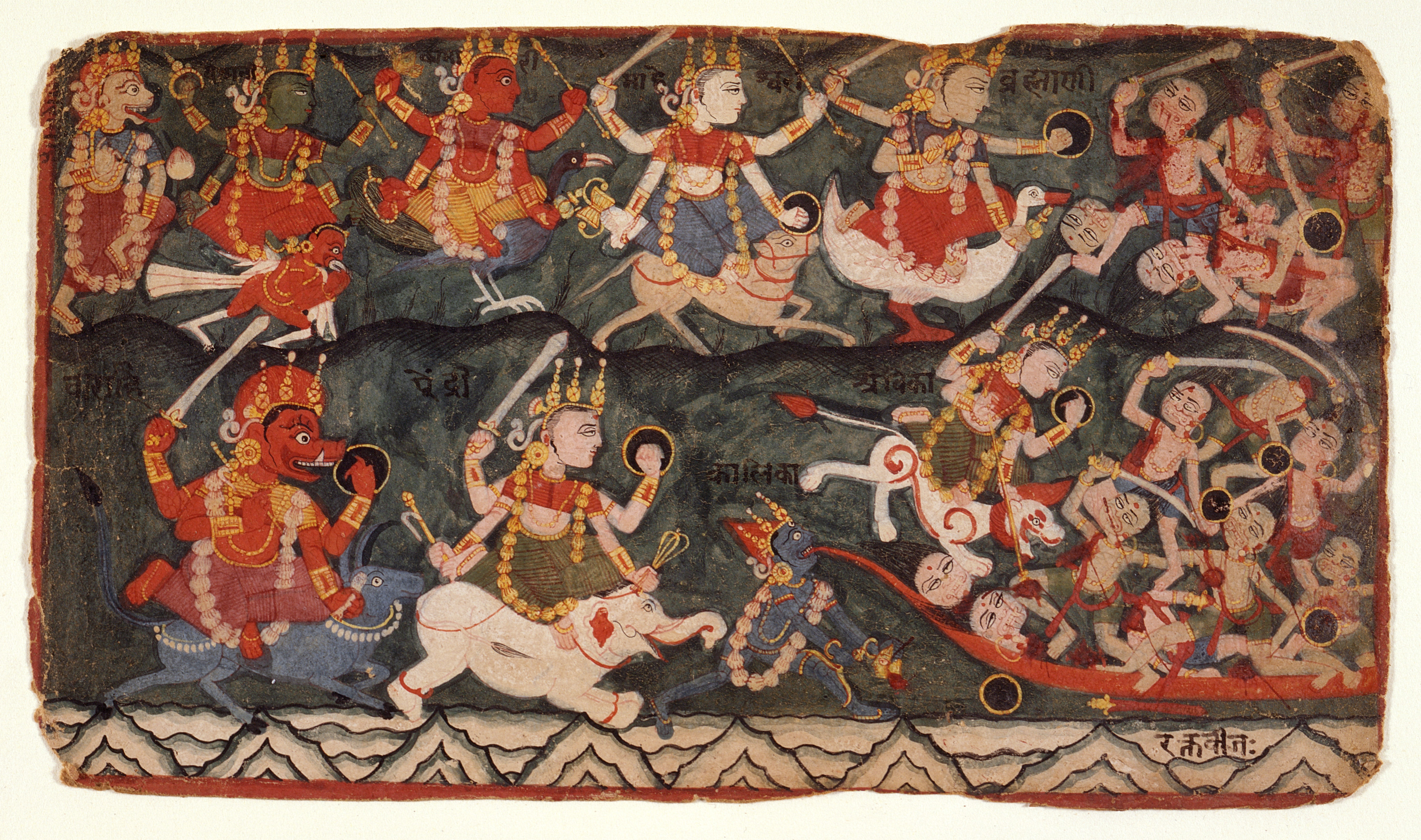
Nữ thần Durga dẫn đầu Tám Matrikas trong trận chiến chống lại quỷ Raktabija, Folio từ Devi Mahatmya, Markandeya Purana.

Puranas (/pʊˈrɑːnəz/; tiếng Phạn: पुराण purāṇa), dịch theo nghĩa đen nghĩa là "cổ tự" là kinh văn Hindu cổ đại ca ngợi các vị thần purāṇa nhau, chủ yếu là thần linh thiêng Trimurti trong Ấn Độ giáo thông qua các câu chuyện thần thánh. Puranas cũng có thể được mô tả như là một thể loại kinh văn tôn giáo Hindu quan trọng cùng với một số kinh văn tôn giáo của Kỳ Na giáo và Phật giáo, đáng chú ý bao gồm những câu chuyện về lịch sử vũ trụ từ sáng tạo đến hủy diệt, phả hệ của các vị vua, anh hùng, hiền triết và á thần. Mô tả vũ trụ học, triết học và địa lý học Hindu. Puranas  thường được phân loại theo Trimurti (Trinity hoặc ba khía cạnh của thần thánh). Padma Purana phân loại chúng theo ba guna hay phẩm chất như Sattva (Chân lý và Tinh khiết), Rajas (Sự mờ nhạt và Đam mê) và Tamas  (Bóng tối và Vô minh), một phương tiện rõ ràng để đánh giá các bản văn dựa trên công đức giáo phái.
Puranas thường cung cấp cho điểm nổi bật của một vị thần cụ thể, sử dụng phong phú của các khái niệm tôn giáo và triết học. Chúng thường được viết dưới dạng các câu chuyện liên quan từ người này sang người khác.